# Хантингдон
Хантингдон (англ. Huntingdon) — город в английском графстве Кембриджшир, которое входит в состав региона Восточная Англия; расположен на берегу реки Грейт-Уз. Данный населённый пункт является административным и экономическим центром района (в прошлом графства) Хантингдоншир. 
Население в 2011 году составляло 23732 человека.
Примерно в трёх километрах к северу от города находится военный аэропорт RAF Alconbury. Через город проходит шоссе A1.
Хантингдон широко известен как родина лидера английской буржуазной революции Оливера Кромвеля, а также историка XII века Генриха Хантингдонского.